# Облога Мангупа
Облога і взяття Мангупа — бойові дії із захоплення столиці православного князівства Феодоро, вжиті турками-османами під керівництвом Гедік Ахмед-паші в 1475 під час османського завоювання Криму. Тривала і наполеглива облога завершилася кровопролитним штурмом та взяттям міста. Існування князівства Феодоро та його династії перервалося. Фортеця була зайнята османами, де розташувався їхній гарнізон.

## Історія
Про завзятість оборони міста свідчить те, що під час семи безуспішних спроб штурму (імовірно з боку південного схилу) було повністю знищено яничарський корпус султана, який існував на той момент. Про це згадує Евлія Челебі [Челебі, 1999, с. 33-36]
|  | Під час завоювання всі яничари, раби султана, загинули шехідами у цьому місці. |

Нестачі води у обложених, мабуть, не виникло, оскільки на території Мангупа були джерела. Але запаси їжі зникли, почався голод.
Після п'ятимісячної облоги штурм Мангупа в 1475 році виявився успішним, джерела згадують помилкову втечу турків, як військову хитрість. Обложені зробили вилазку, можливо щоб поповнити запаси, і потрапили в підготовлену засідку, що відрізала їм шлях назад. Для засідки використовувалася одна з печер.
Князівство Феодоро припинило своє існування і увійшло до складу Османської імперії. Сім'ю князя Олександра крім малолітнього сина Кеналби (Кемаль-бея) було вирізано.
Втомлені і розлючені довгою облогою турки влаштували різанину захисників фортеці, що підтверджується і археологами — на плато Мангупа при розкопках Великої базиліки, що проводилися Н. Барміною були виявлені гробниці, на останньому етапі існування храму буквально забиті скелетами — до сімнадцяти в одній з них, причому багато черепів мали сліди ударів важким тупим предметом. У багатьох скелетів були відрубані верхні чи нижні кінцівки. Поховання виявлялися в найнесподіваніших місцях. Як могили використовувалися виїмки винодавилен (тарапанів), а іноді тіла просто на рівному місці присипали землею і камінням.
Керуючий облогою Гедік Ахмед-паша був пізніше 18 листопада 1482 страчений за указом султана під час внутрішньопалацової боротьби. Однак одним із формальних приводів стали саме втрати під час взяття Мангупа.

## Наступні події у Криму
Після завоювання з колишніх земель князівства був утворений Мангупський кадилик, який входив до складу еялету (провінції) з центром у Кефі (Феодосії). Землі домену султана, на яких проживало християнське населення, були поза юрисдикцією кримських ханів. Татарам навіть було заборонено селитися на них. Мовою частини місцевих християн був вимерлий діалект готської, джерелом є лист австрійського дипломата Ожье Гіслена де Бусбека, датований 1562 роком, і опублікований вперше в 1589 році. Лист містить список із 96 слів і фраз, а також пісню готською мовою, яку дипломат почув від кримчан, які знаходилися в Константинополі. Нащадки християн, що пережили в горах, після Російсько-турецької війни в 1779 році були переселені в Російську Імперію, в Північне Приазов'я.